# Табурянський Леопольд Іванович
 Леопольд Іванович Табурянський  (нар. 22 липня 1940, Кривий Ріг, Дніпропетровська область, УРСР) — український політичний діяч.

## Біографія
В 1954 році вступив до Дніпровського індустріального технікуму, з якого випустився 1958 року. Після закінчення технікуму служив у лавах Радянської Армії.
З 1962 року працював електрослюсарем, головним енергетиком і заступником директора рудника ім. Комінтерну та ім. Кірова. В 1987 році, Леопольд Табурянський був обраний президентом синдикату «Олімп» та асоціації фермерських господарств «Сон».
На виборах в Верховну раду України 4 березня 1990 року, Леопольд Табурянський балотувався як безпартійний (виключений з КПРС в 1985) від Петровського (№ 82) виборчого округу, в результаті чого був обраний 64,05 % голосів (при 6 претендентів). У парламенті він увійшов до опозиційної фракції Народна Рада.
27 вересня 1991 року, Леопольд Табурянський заснував Народну партію України (у березні 1993 знята з реєстрації), головою якої і став. 1 грудня 1991 року, Леопольд Табурянський брав участь в президентських виборах. На них він зайняв останнє місце, набравши 182 713 голосів (0,57 %).
В 1992 році, Леопольда Табурянського намагалися змістити з посади президента «Олімпу», але колектив цього не допустив. За результатами парламентських виборів 1994 року він не пройшов до парламенту.
28 червня 1994 року, був знайдений вбитим молодший син Леопольда Табурянського — Руслан. Перше слідство велося до квітня 1995, але не дало ніяких результатів. З 2000 року до 15 вересня 2008 року - проводилося друге слідство.
В 1995 році Леопольд Табурянський очолив дніпровський комітет захисту прав ошуканих вкладників. Після ряду сильних ударів (вбивства сина, поразки на парламентських виборах, зняття з реєстрації Народної партії і т. д.) Леопольд Табурянський відійшов на українській політичній сцені на другий план.
На парламентських виборах 29 березня 1998 року, Леопольд Табурянський виступав як незалежний кандидат від 24-го виборчого округу. Він посів 6-те місце з 17.
Наприкінці 2000 — початку 2001 років, Леопольд Табурянський брав активну участь в акціях протесту "Україна без Кучми". 15 грудня 2000 він разом з деякими іншими політичними діячами, такими як Олександр Мороз, підписав загальну декларацію Громадянського комітету захисту Конституції, який займався координацією дій "України без Кучми". 13 січня 2001 Леопольд Табурянський очолив дніпровський обласний відділ Громадянського комітету захисту конституції.
На парламентських виборах 31 березня 2002 Леопольд Табурянський виступав як незалежний кандидат від 24-го виборчого округу. Він посів 3-е місце з 8, отримавши 18 104 голосів (16,74 %).